# Испания на летних Олимпийских играх 1932
Испания принимала участие в Летних Олимпийских играх 1932 года в Лос-Анджелесе (США) в пятый раз за свою историю, и завоевала одну бронзовую медаль.

## Медалисты
| Медаль | Спортсмен             | Вид спорта     | Дисциплина       |
| ------ | --------------------- | -------------- | ---------------- |
| Бронза | Сантьяго Амат Кансино | Парусный спорт | Класс «Сноуберд» |